# Argírio
Argírio (em latim: Argyrius) foi um oficial romano do século IV. Era primo de Zenóbio de Elusa. Segundo lei de 22 de junho de 349 preservada no Código de Teodósio, Argírio foi presidente, mas não se indica de qual província.